# Benzoato de potássio
Benzoato de potássio, o sal de potássio do ácido benzoico, é um conservante alimentício que inibe o crescimento de bolor, leveduras e algumas bactérias. Ele funciona melhor em baixos pHs, próximo a 4.5, quando ele existe como ácido benzoico.

## Aplicações
O benzoato de potássio é utilizado como conservante alimentício nos seguintes produtos:
Maionese, conservas salgadas - ao vinagre ou ao óleo, bolos pré-preparados, margarina, sorvetes, compotas, produtos a base de peixe, produtos lácteos não quentes, goma de mascar, mostarda e condimentos similares e alimentos dietéticos diversos.
Alimentos ácidos e bebidas tais como sucos de frutas e concentrados líquidos de chá, (com ácido cítrico), bebidas gaseificadas (com presença de ácido carbônico), incluindo as águas minerais (embora alcalinas), refrigerantes (com ácido fosfórico), e picles (vinagre) são preservados com benzoato de potássio.
É aprovado para uso na maioria dos países incluindo Canadá, os Estados Unidos, e a União Europeia, onde ele é designado pelo número E E212. Na União Europeia não é recomendado para consumo por crianças.
Além da aplicação como aditivo alimentar de uso variado, é utilizado como lubrificante na fabricação de comprimidos e como inibidor de corrosão para água.

## Mecanismo da preservação de alimentos
O mecanismo de ação da preservação de alimentos inicia com a absorção de ácido benzoico na célula. Se o pH intracelular muda para 5 ou mais baixo, a fermentação anaeróbica da glucose pela fosfofrutoquinase decresce em 95%.

## Segurança e saúde
Em combinação com ácido ascórbico (vitamina C), os benzoatos de sódio ou potássio podem formar benzeno, um conhecido carcinogênico. Calor, luz e meia vida podem afetar a taxa na qual o benzeno é formado. A Food and Drug Administration (FDA) estadunidense está frequentemente (como em março de 2006) realizando testes, mas o Environmental Working Group é chamado pelo FDA para publicar todos os testes realizados e usa sua autoridade para obrigar empresas a reformulações para evitar a combinação potencialmente formadora de benzeno.
Benzoato de potássio (ou E212) foi recentemente descrito pela Food Commission (inglesa), através da campanha por "alimento mais seguro e saudável no Reino Unido", como "medianamente irritante à pele, olhos e membranas mucosas". 
Os gatos têm uma significativa mais baixa tolerância ao ácido benzoico e seus sais do que ratos e camundongos.